# 大桃俊樹
大桃 俊樹（おおもも としき、1976年11月29日 - ）は、新潟県出身のベーシスト（6弦）。血液型はO型。 ex.So What? ニックネームはMOMO。

## GEAR
Mysstery Guitars 「OOMOMO MODEL 6 Strings Bass」（6弦ベース）

## 略歴
1996年

12月：吉本興業（現：よしもとクリエイティブ・エージェンシー）所属の冠徹弥率いるSo What?に2代目ベーシストとして加入、プロデビュー

2002年

デーモン小暮閣下ソロプロジェクトに参加 4月25日より全国7都市にて行われた「Welcome to our SYMPHONIA」ツアーに参加

2003年

2月：STAB BLUEに加入

4月26日：渋谷ON AIR WEST「So What?のお葬式」をもってSo What?解散

6月：dibsに加入（2006年6月まで在籍）

2005年

4月：STAB BLUE一時脱退

12月：亡きSATOOの意志を受け継ぎSUNS OWLに正式メンバーとして加入

2007年

4月7日：この日のライブを最後にSUNS OWLを脱退

岡崎司をリーダーとする劇団☆新幹線のハードロックに特化したプロジェクトSKOMB（Shinkansen-Kanmuri-Okazaki-Battery）に参加

デーモン小暮閣下ソロプロジェクトに再び参加

5月4日：東名阪で行われた6公演に参加。そのツアーが評価され同年8月23日より全国7都市にて行われたアンコールツアーにも参加

10月：Team31を結成、ウッドベースを担当

2008年

2月：STAB BLUEに復帰するが、夏頃ボーカルのHARUが闘病の為STAB BLUEが一時活動休止となる

12月：THE冠（冠徹弥ソロバンド・元So What?ボーカル）にサポートベーシストとして加入

2009年

ストリートダンスを経て、同年1月にデビューした、よしもとクリエイティブ・エージェンシー所属アーティスト

西野名菜のバックバンドメンバーとして活動開始

5月22日：岡崎司 WORKS Live Vol.3に参加

9月：デーモン小暮閣下ソロプロジェクトに再び参加

10月：フジテレビ系列「世にも奇妙な物語〜2009秋の特別編」の1話、吉田直樹原作・監督「検索する女」に、池田覚と共に音楽提供。

10月17日：Aoi、KAZUYA(ex:FANATIC CRISIS)によるユニット、BOUNTYにサポ〜ト加入。

10月24日：BOUNTYで幕張メッセ・V-ROCK FESTIVAL参加。(2010年3月13日渋谷RUIDO K2のライブを最後にBOUNTY活動休止)

2010年

8月：高見沢 俊彦(THE ALFEE)のソロツアー、Takamiy,Legend of Fantasia 2010〜「Fantasia」に参加。

5月31日：SKOMB(Shinkansen-Kanmuri-Okazaki-Metal-Battery)ライブに参加。(渋谷DUO)

2011年

2月10日：SKOMB(Shinkansen-Kanmuri-Okazaki-Metal-Battery)ライブに参加。(渋谷BOXX)

8月13日・14日 パシフィコ横浜 Takamiy-高見沢 俊彦(THE ALFEE)のソロプロジェクト2011に参加。

2013年

・7月『岡崎司ライヴハウスデビ ュー30周年記念LIVE』に参加。岡崎 司(g) 松田信男(key) 松田翔(ds) 大桃俊樹(b) 冠徹弥(vo)

・8月『 Takamiy Legend of Fantasia 2013 雷神- raizin -』に参加。

・9月『series epitaph vol.1 「ゲキ×ソニック！」』に参加。出演: SKOMB ／サイケデリック・ペイン

　9月14日、15日：SKOMB(Shinkansen-Kanmuri-Okazaki-Metal-Battery)ライブに参加。(SHIBUYA-AX)

・10月『LOUD PARK 2013』にて「鉄色クローンX[Metal Clone X] -Marty Friedman-」として参加。

2014年

・1月『Mate Kamaras Future Documentation LIVE』に参加。マテ・カマラス(Vo)岡崎司(G)松崎雄一(Key)松田信男(Key)大桃俊樹(B)松田翔(Dr)

・3月19日発売の『METAL CLONE X フルアルバム「LOUDER THAN YOUR MOTHER」』に参加。

・5月21日発売の『Marty Friedman ソロアルバム「INFERNO」（インフェルノ）』に参加。

## キャラクター
大桃俊樹のホームページには、キャラクターがおり、一代目の名前は「MOMOCK」（モモック）二代目の名前は「Mob」（モブ）である。